# ريان لاش
ريان لاش (بالإنجليزية: Ryan Lasch)‏ هو لاعب هوكي الجليد أمريكي، ولد في 22 يناير 1987 في لاك فوريست في الولايات المتحدة.

## وصلات خارجية
- ريان لاش على موقع دوري الهوكي الوطني (الإنجليزية)
- ريان لاش على موقع EliteProspects.com (الإنجليزية)
- ريان لاش على موقع Eurohockey.com (الإنجليزية)
- ريان لاش على موقع HockeyDB.com (الإنجليزية)